# Bill Skarsgård
Bill Istvan Günther Skarsgård (ur. 9 sierpnia 1990 w Sztokholmie) – szwedzki aktor filmowy. Wystąpił m.in. w roli Pennywise’a w amerykańskim horrorze To.
Pochodzi z rodziny aktorskiej. Jest synem Stellana Skarsgårda. Bracia Billa – Alexander, Gustaf i Valter – także są aktorami.  

## Filmografia
- 2010: I rymden finns inga känslor jako Simon
- 2011: Kronjuvelerna jako Richard Persson
- 2012: Anna Karenina jako kapitan Machotin
- 2013: Victoria jako Otto[3]
- 2013–2015: Hemlock Grove (serial) jako Roman Godfrey
- 2016: Seria „Niezgodna”: Wierna[4] jako Matthew
- 2017: Atomic Blonde jako Merkel
- 2017: To (It) jako Pennywise / To
- 2017: Magiczna zima Muminków jako Moomintroll (głos)
- 2018: Assassination Nation jako Mark
- 2018: Deadpool 2 jako Zeitgeist
- 2018: Castle Rock jako The Kid
- 2019: To: Rozdział 2 (It Chapter Two) jako Pennywise / To
- 2020: Diabeł wcielony jako Willard Russell
- 2021: Poza systemem jako Dane
- 2021: Eternals jako Kro
- 2022: Barbarzyńcy jako Keith
- 2022: Bränn alla mina brev jako Sven Stolpe
- 2023: John Wick 4 jako markiz Vincent de Gramont
- 2023: Boy Kills World jako Boy
- 2024: Kruk (The Crow) jako Eric Draven
- 2024: Nosferatu jako Hrabia Orlok/Nosferatu